# Centrale nucléaire d'Akkuyu
La centrale nucléaire d'Akkuyu est située dans le sud de la Turquie, sur les bords de la mer Méditerranée, à 80 km au sud-ouest de la ville de Mersin et à environ 100 km au nord de l'île de Chypre. Le site se trouve à 6 km au sud-ouest du village de Büyükeceli dans le district de Gülnar de la province turque de Mersin.
Depuis avril 2015, le fournisseur russe Rosatom y construit un premier réacteur nucléaire à eau pressurisée de type VVER d'une puissance unitaire de 1 200 MW, dans le cadre d'un contrat de quatre réacteurs d'un montant de 20 milliards de dollars. Après trois ans de retard, le premier béton a été coulé en avril 2018. La mise en service, prévue initialement en 2020, a été reportée en 2023, si ce réacteur remplit toutes les obligations et conditions de l'autorité turque pour l’énergie atomique. L'administration du Président Erdogan souhaite que cette centrale soit opérationnelle avant le 29 octobre 2023, date du 100ème anniversaire de la république Turque. Le premier réacteur de la centrale nucléaire d'Akkuyu est mis en service en juillet 2025.

## Histoire du projet

### Projets antérieurs avortés
En 1965, le gouvernement lance un appel d'offres pour un réacteur à eau lourde sur le site d'Akkuyu. Un nouvel appel d'offres est lancé en 1975, et c'est la firme suédoise ASEA-Atom/Stal-Laval qui l'emporte, puis annule ensuite ses garanties en 1980.
En juin 1985, un premier projet de réacteur à Akkuyu est attribué à la société canadienne Energie atomique du Canada Limited, tandis que la société ouest-allemande Kraftwerk Union (KWU) abandonne le projet d'un second réacteur. Aucun des deux n’est finalement construit.
En décembre 1996, la société nationale turque productrice d'électricité TEAS lance un appel d'offres international pour la construction d'une centrale nucléaire sur les rives de la baie Akkuyu. Énergie atomique du Canada limitée (ÉACL) propose à nouveau un projet de 2 à 4 réacteurs de 700 MW, alors que le Canada vient tout juste de fermer le tiers de ses réacteurs nucléaires au Canada à cause de problèmes de technologie, et qu'il n'y a pas eu de commandes depuis 1978 pour de nouveaux réacteurs au Canada.
Ce projet canadien de centrale nucléaire de la baie d'Akkuyu suscite alors une forte opposition populaire, notamment en raison des menaces pour la sécurité de la région, de l'instabilité politique de la Turquie, et de l'affrontement militaire qui l'oppose à la Grèce pour le contrôle de l'île de Chypre, qui se trouve à une centaine de kilomètres au large de la baie d'Akkuyu.

### 2007-2008: nouvel appel d'offres
Le 23 novembre 2007, le ministre de l'Énergie turc, Hilmi Güler, annonce le lancement d'un appel d'offres pour la construction de la 1re centrale nucléaire turque. L'appel d'offres est lancé en mars 2008 par compagnie d'électricité nationale turque TETAS,. Le projet d'Akkuyu est renouvelé sur le site qui avait déjà fait l'objet d'un projet similaire en 2000, abandonné faute de financement. Ce projet nucléaire d'Akkuyu serait financé par le secteur privé (Contrat de type "BOO" Build-Operate-Own), et son raccordement au réseau électrique national est alors prévu vers 2013-2014. La loi n°5710, publiée le 21 novembre 2007, prévoit que la TETAS achèterait toute l'électricité produite.
À la date d'échéance de l'appel d'offres, à la fin de septembre 2008, seule la compagnie russe Atomstroyexport maintient son offre. Treize compagnies ont pourtant acheté le cahier des charges, dont la chinoise China Nuclear Power Components, la japonaise Itochu Corporation, Vinci Construction Grands Projets, Suez Tractebel et Énergie atomique du Canada limitée. L'entreprise turque Zorlu Enerji a renoncé, en raison d'un cahier des charges environnemental insuffisant.

### 2010: accord russo-turc
En mai 2010, les gouvernements de Russie et de Turquie ont signé un accord selon lequel une filiale de Rosatom — Akkuyu NGS Elektrik Uretim Corp. (APC : Akkuyu Project Company) — construirait, posséderait et exploiterait une centrale électrique à Akkuyu comprenant quatre unités VVER de 1 200 MW. L’accord est ratifié par le Parlement turc en juillet 2010. En avril 2011, une fois qu’Akkuyu a été approuvé par le gouvernement turc, les résidents de Mersin ont formé une chaîne humaine antinucléaire dans la ville pour protester contre la décision. Ils ont protesté contre les coûts économiques de la centrale, exprimant notamment qu’ils "veulent des universités, pas des centrales nucléaires".
En 2013, la société russe de construction nucléaire Atomstroyexport et la société turque de construction Ozdogu ont signé le contrat de préparation du site pour le projet de centrale nucléaire d’Akkuyu. Le contrat comprend des travaux d’excavation sur le site.

## Construction de la centrale

### 2015: Lancement des travaux

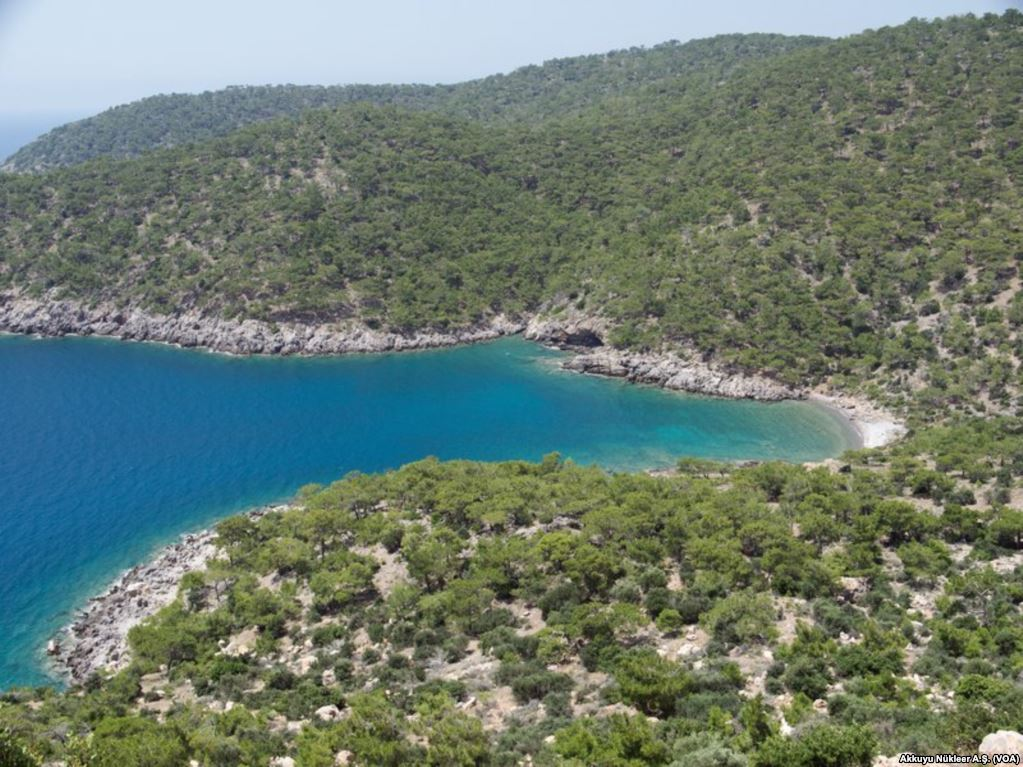
Le site du projet avant les travaux

La cérémonie officielle de lancement des travaux a lieu en avril 2015 : la pose de la première pierre du premier des quatre réacteurs est réalisée en présence du ministre turc de l'énergie Taner Yildiz et du chef de l'agence russe Rosatom Sergueï Kirienko. La mise en service est alors prévue en 2020. Le chantier est alors prévu pour durer jusqu'en 2020. En 2015, un incendie détruit 250 hectares de forêt. 
Le 9 décembre 2015, l’agence de presse Reuters rapporte que Rosatom avait arrêté les travaux de construction de la centrale et que la Turquie évaluait d’autres candidats potentiels pour le projet. Mais Rosatom et le ministère turc de l’énergie et des ressources naturelles réfutent le jour même cette affirmation. Malgré les tensions croissantes entre la Russie et la Turquie, en raison de la destruction par la Turquie de l’avion russe le 24 novembre 2015 et de la crise russo-turque de 2015 qui en découle, le président russe Vladimir Poutine déclare que la décision de continuer le projet Akkuyu est purement commerciale et non pas politique[réf. nécessaire]. Selon RIA Novosti, la société créée pour construire la centrale nucléaire poursuit alors ses activités en Turquie. 
En octobre 2016, le plan environnemental d'Akkuyu est approuvé par la majorité du conseil municipal de Mersin, sous les sifflets des membres de l’Association Mersin pour l’environnement et la nature  qui sont expulsés de la salle de réunion par des agents de la sécurité. 
Le permis de construire est accordé le 2 avril 2018 par l’autorité turque pour l’énergie atomique (Türkiye Atom Enerjisi Kurumu - TAEK)

### 2018 - 2022: Débuts officiels de la construction

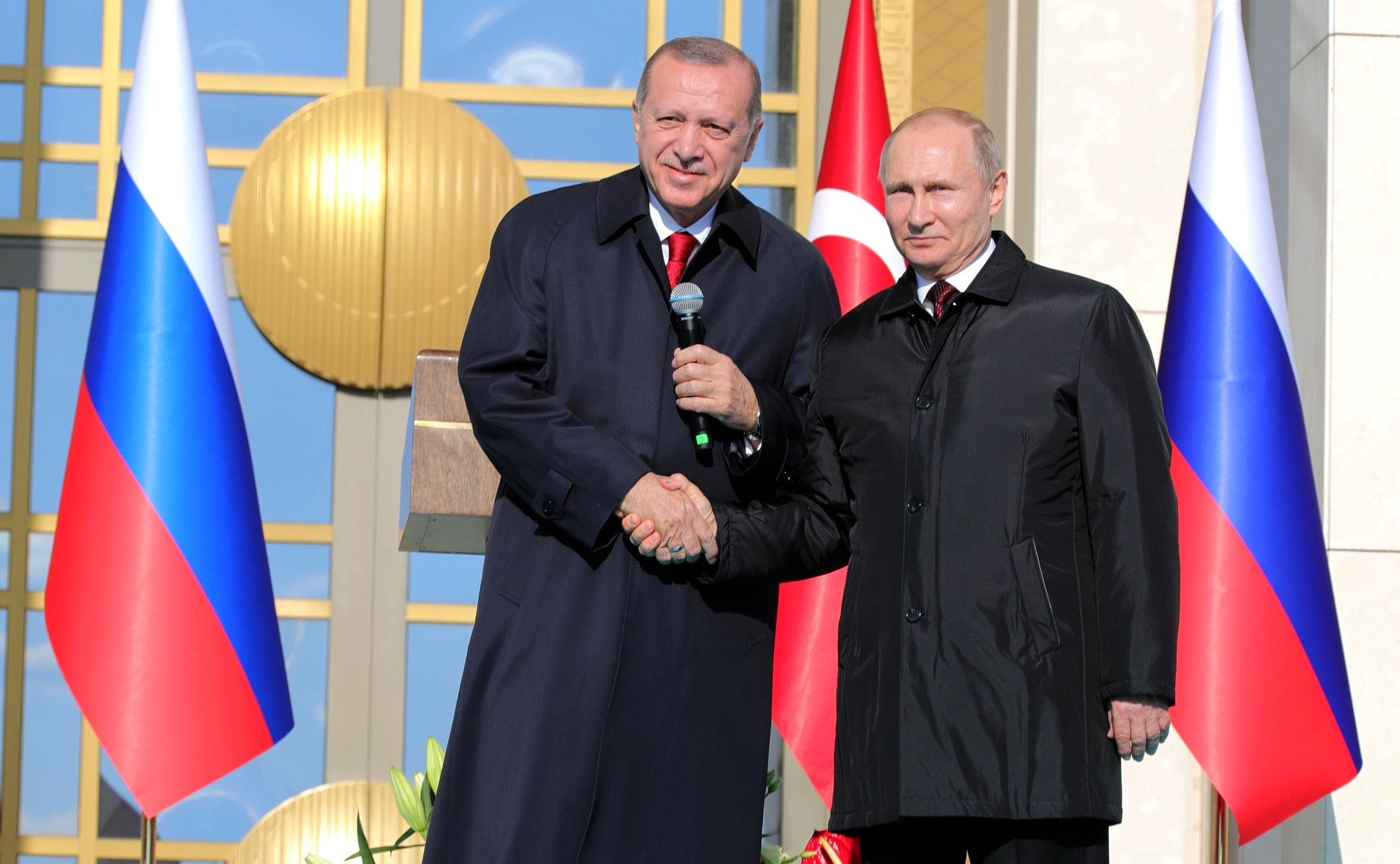
Le président turc Recep Tayyip Erdogan et le président russe Vladimir Poutine donnent leur feu vert à la construction. Ankara, 3 avril 2018

Le 3 avril 2018, les fondations en béton du premier réacteur sont achevées marquant le début officiel de la construction. 
La construction de la deuxième tranche débute officiellement le 8 avril 2020.
Le premier béton de la tranche 3 a été coulé le 10 mars 2021.

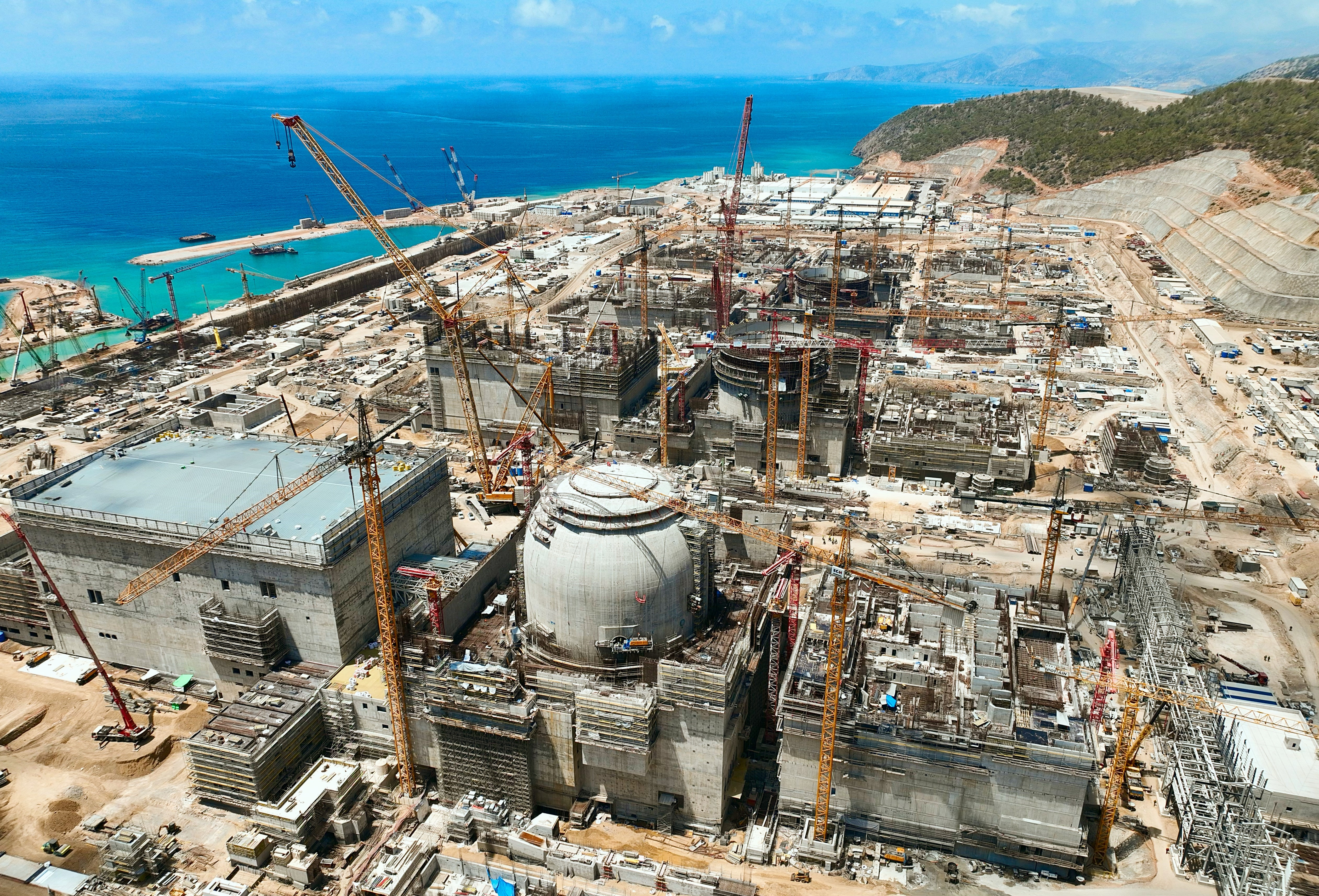
Le chantier de la centrale d'Akkuyu, 23 juillet 2023

Le premier béton de la tranche 4 a été coulé le 21 juillet 2022.

### 2025: Mise en service du premier réacteur
En juillet 2025, la mise en service du premier réacteur de la centrale nucléaire d’Akkuyu a commencé. L’unité de 1 200 MW a achevé sa construction et entamé des essais, avec pour projet son raccordement au réseau électrique plus tard dans l’année. Lorsque les 4 réacteurs de la centrale seront pleinement opérationnels, ils devraient fournir 10 % de l’électricité turque et contribuer à l’objectif de neutralité carbone du pays à l’horizon 2053.

## Opposition au projet
L’opposition au projet remonte à ses premières annonces dans les années 1970, mais elle s’est intensifiée dès la signature de l’accord avec la Russie en 2010. Elle regroupe des acteurs variés : ONG environnementales, scientifiques, habitants locaux, partis politiques, et militants écologistes.
L’opposition au projet repose sur plusieurs préoccupations majeures. D’abord, la région est sismiquement active, ce qui fait craindre un risque accru d’accident nucléaire. Ensuite, les impacts environnementaux, notamment sur la biodiversité marine et les écosystèmes côtiers, inquiètent les écologistes. La centrale est également critiquée pour sa proximité avec des zones touristiques, menaçant l’image et l’économie locale. Par ailleurs, le partenariat avec la Russie renforce une dépendance énergétique jugée problématique. Enfin, le manque de transparence du projet et l'absence de réelle concertation avec la population ont accentué la défiance, tout comme la répression des mobilisations citoyennes.
L’opposition s’est exprimée par des manifestations, notamment à Mersin, où la mobilisation locale a été particulièrement active. Elle s’est aussi appuyée sur des campagnes de sensibilisation dans les médias et sur les réseaux sociaux pour alerter l’opinion publique. Sur le plan juridique, plusieurs recours ont été engagés contre les autorisations environnementales. Enfin, le mouvement a reçu le soutien d’organisations écologistes internationales, telles que Greenpeace.
En novembre 2018, des militants antinucléaires portent l'affaire devant le plus haut tribunal de Turquie, après que des groupes environnementaux aient intenté de nombreuses actions en justice contre le projet nucléaire d'Akkuyu. Des experts dénoncent l'impact négatif sur l’écologie et l’économie régionales, minant les moyens de subsistance des personnes qui dépendent de l’écosystème marin et du tourisme.

## Problèmes et risques pesant sur la centrale d’Akkuyu
En mai 2019, les fissures découvertes en juillet 2018 dans le béton des fondations du premier réacteur, sont réparées. 
Le 31 octobre 2021, se produit une explosion suivie d'un incendie dans un transformateur de la centrale, semant la panique chez les employés et les gens autour. Un député d'opposition (Parti républicain du peuple) de Mersin déclare : « Pendant la phase de mise en place, des fissures se sont produites à plusieurs reprises sur le sol. En raison de l'explosion de dynamite pour les travaux routiers, de gros dégâts ont été causés aux maisons environnantes. Comme si l'incertitude de savoir où nous achèterons l'énergie électrique la plus chère du monde aux Russes et où les déchets nucléaires seront stockés ne suffisait pas, les problèmes de sécurité des personnes rencontrés lors de sa construction sont une indication qu'une centrale nucléaire incontrôlable et incontrôlée sera construite. Cette centrale nucléaire est le fléau de Mersin et de la Turquie ».

### Menaces financières sur le projet
En 2021, la Sberbank russe a accordé un prêt d’un montant de 800 millions de dollars pour le chantier Akkuyu. Mais en 2022, le projet Akkuyu est menacé car la Sberbank pourrait être directement visée par les sanctions internationales contre la Russie après l'invasion de l'Ukraine. La Sovcombank, qui a accordé des prêts d'une valeur de 300 millions de dollars en mars 2021, est une autre banque russe qui fait aussi l'objet de sanctions internationales.

### Mouvements sociaux
En mars 2024, des centaines d’ouvriers interrompent le travail pour exiger le paiement de salaires en retard et de meilleures conditions de sécurité sur le chantier d’Akkuyu.
En mars 2025, plusieurs centaines d’ouvriers du chantier de la centrale nucléaire d’Akkuyu entament un mouvement de grève pour protester contre le refus d’une revalorisation salariale à l’occasion du Nouvel An. Ils dénoncent également des conditions de travail éprouvantes et un manque de reconnaissance de leur engagement et pointent notamment les risques radiologiques auxquels ils sont exposés quotidiennement, avec des conséquences potentielles sur leur santé et celle des générations futures.[réf. nécessaire]